# Royal Institute of Chemistry
Le Royal Institute of Chemistry est une organisation scientifique britannique. 
Fondé en 1877 sous le nom d'Institut de chimie de Grande-Bretagne et d'Irlande (ICGBI), son rôle était de se concentrer sur les qualifications et le statut professionnel des chimistes, et son objectif était de garantir que les chimistes-conseils et analytiques soient correctement formés et qualifiés.

## Histoire
La société reçoit sa première charte royale le 13 juin 1885 et le roi George VI lui décerne le patronage royal avec effet au 14 mai 1943, date à partir de laquelle elle devient Institut royal de chimie de Grande-Bretagne et d'Irlande (RICGBI). Cette nouvelle désignation est formellement confirmée par l'octroi d'une charte supplémentaire le 29 mars 1944. 
En plus d'insister sur des qualifications professionnelles approfondies, la société établit des normes éthiques strictes. Ses principaux diplômes étaient Licencié (LRIC) (formation professionnelle suivant un cursus d'études pratiques de niveau inférieur à un baccalauréat spécialisé), Diplômé (GRIC) (diplôme d'études équivalant au moins à un baccalauréat spécialisé), Associé (ARIC) (LRIC plus expérience professionnelle), Membre (MRIC) (GRIC plus expérience professionnelle) et Fellow (FRIC) (plus d'expérience et de standing que le MRIC) du Royal Institute of Chemistry. À la suite d'une charte supplémentaire en 1975, les membres et les boursiers ont été autorisés à utiliser les lettres CChem (Chartered Chemist (en)). 
La société a publié des revues de 1968 à 1971, telles la Royal Institute of Chemistry Reviews, la Chemical Society Reviews (avec la Royal Society of Chemistry) et le Journal of the Royal Institute of Chemistry (en).
Dans le même temps, la Chemical Society s'est concentrée sur la science de la chimie et la publication de revues savantes. En 1972, les deux organisations, ainsi que la Faraday Society et la Society for Analytical Chemistry, entame un processus de fusion, pour former la Royal Society of Chemistry le 15 mai 1980. 

## Présidents
- Edward Frankland : 1877-1880
- Frederick Augustus Abel : 1880-1883
- William Odling : 1883-1888
- James Bell : 1888-1891
- William Augustus Tilden : 1891-1894
- William James Russell : 1894-1897
- Thomas Stevenson : 1897-1900
- John Millar Thomson : 1900-1903
- David Howard : 1903-1906
- Percy Faraday Frankland : 1906-1909
- George Thomas Beilby : 1909-1912
- Raphael Meldola : 1912-1915
- James Johnston Dobbie : 1915-1918
- Herbert Jackson : 1918-1921
- Alfred Chapman : 1921-1924
- George Gerald Henderson : 1924-1927
- Arthur Smithells : 1927-1930
- George Christopher Clayton : 1930-1933
- Jocelyn Field Thorpe : 1933-1936
- Robert Howson Pickard : 1936-1939
- William Alexander Skeen Calder : 1939-1940
- John Jacob Fox : 1940-1943
- Alexander Findlay : 1943-1946
- Gerald Roche Lynch : 1946-1949
- James Wilfred Cook : 1949-1951
- Herbert William Cremer : 1951-1953
- Harry Jephcott : 1953-1955
- Douglas William Kent-Jones : 1955-1957
- William Wardlaw : 1957-1958
- Ernest Le Quesne Herbert : 1959-1961
- William Kershaw Slater : 1961-1963
- Harry Julius Emeleus : 1963-1965
- Frank Hartley : 1965-1967
- Leslie Henry Williams : 1967-1970
- Ewart Ray Herbert Jones : 1970-1972
- Frank Arnold Robinson : 1972-1974
- Charles Kemball : 1974-1976
- Charles Norman Thompson : 1976-1978
- Richard Oswald Chandler Norman : 1978-1980